# Carbono como diamante

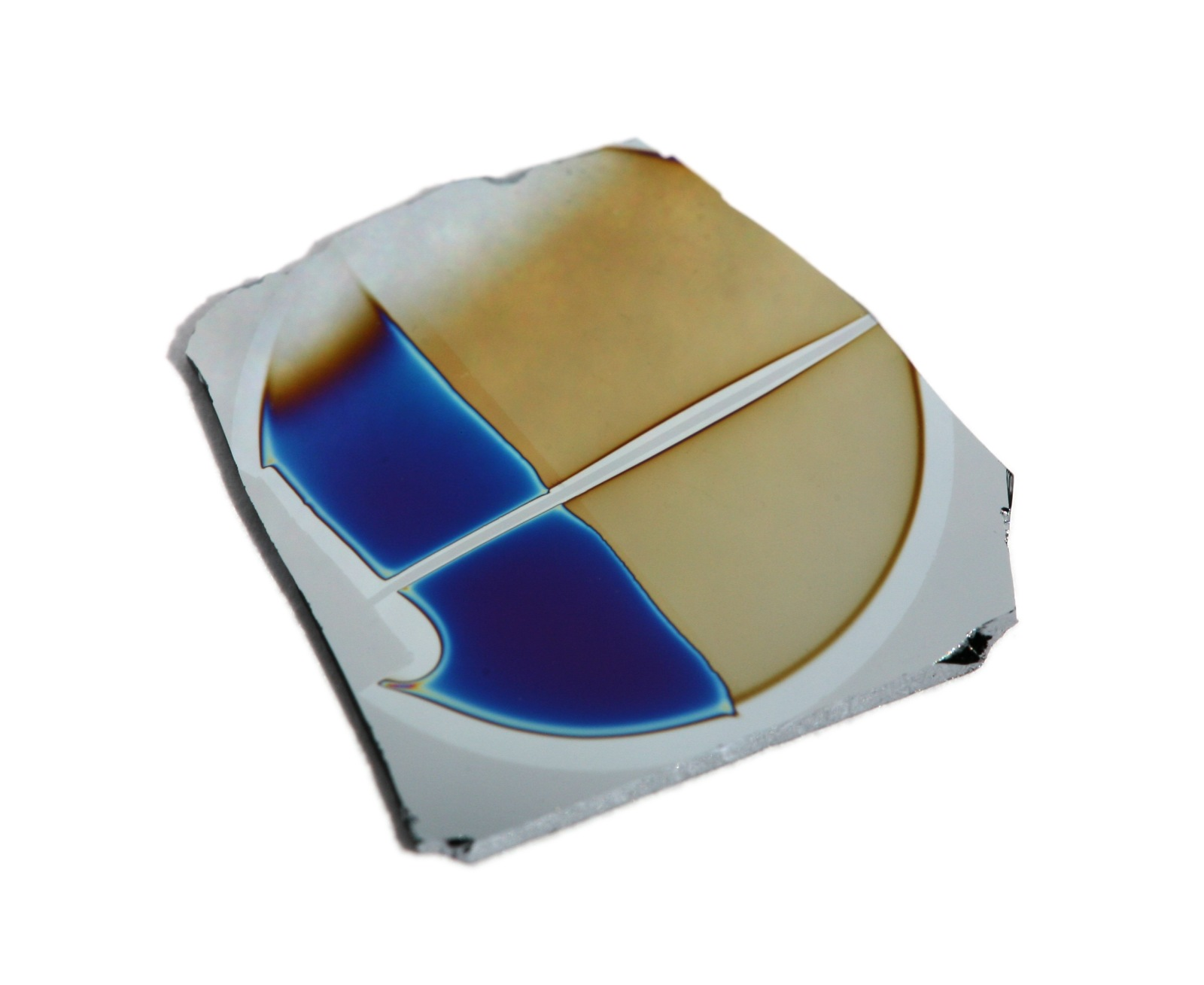
A ta-C thin film on silicon (15 mm diameter) exhibiting regions of 40 nm and 80 nm thickness.

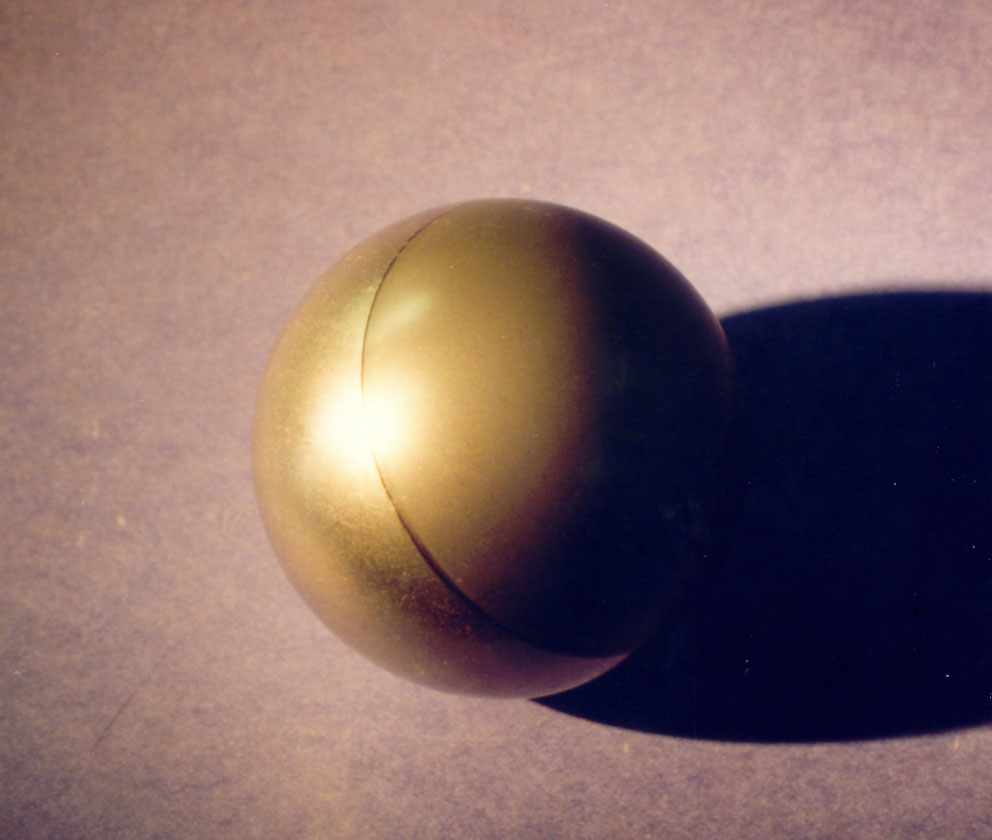
Parte de una válvula aleación de cobalto de un pozo productor de petróleo (30 mm de diámetro), recubierto en el lado derecho con TA-C, con el fin de probar el aumento de la resistencia a la degradación química y abrasivo en el entorno de trabajo.

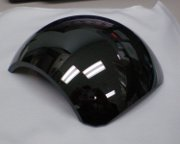
Dome coated with DLC for optical and tribological purposes.

La expresión carbono como neutrones (DLC) denota siete formas diferentes materiales de carbono amorfo que muestran algunas de las propiedades típicas del diamante. Se aplican generalmente como recubrimientos a otros materiales que pueden beneficiarse de algunas de esas propiedades. Los siete contienen cantidades significativas de átomos de carbono hibridados en la forma sp3. La razón por la que hay diferentes tipos es que incluso en el diamante se puede encontrar en dos politipos cristalinas. El habitual tiene sus átomos de carbono dispuestos en una red cúbica, mientras que la muy infrecuente forma alótropa, la lonsdaleíta, posee una estructura hexagonal. Mediante la mezcla de diversas maneras de estos politipos a nivel de nanoescala de la estructura, los recubrimientos de DLC se pueden hacer que a la vez sean amorfos, flexible y, sin embargo puro enlace sp3 del "diamante". El más duro, más fuerte, y más hábil es una mezcla de este tipo, conocido como carbono amorfo tetraédrico, o ta-C . Por ejemplo, una capa de sólo 2 m de espesor de ta-C aumenta la resistencia del acero inoxidable  común (p.e, el 304) contra el desgaste abrasivo, cambiando la curación de la vida en servicio desde una semana hasta 85 años. Tal ta-C puede ser considerado como la forma "pura" de DLC, ya que consiste sólo de átomos de carbono unidos con enlaces sp3. Rellenos, tales como hidrógeno, grafito sp2 de carbono, y los metales se utilizan en los otros 6 formas de reducir los gastos de producción o para impartir otras propiedades deseables. Las diversas formas de DLC se pueden aplicar a casi cualquier material que sea compatible con un entorno de vacío. En 2006, el mercado de los recubrimientos de DLC tercerizados se estimó en alrededor de 30 millones € en el Unión Europea . En octubre de 2011, Science Daily informó que los investigadores de la Universidad de Stanford han creado un diamante amorfo súper duro bajo condiciones de presión ultra alta, la cual carece de la cristalina estructura de diamante, pero tiene la característica de peso ligero de carbono.

## Distinción entre diamante natural y sintético
Los diamantes de origen natural se encuentra casi siempre en forma cristalina con un puramente orientación cúbica de átomos de carbono unidos por enlaces sp3. A veces en la estructura hay defectos o inclusiones de átomos de otros elementos que dan color al diamante, pero la disposición en la estructura de los átomos de carbono sigue siendo cúbico y los enlaces son únicamente sp3. La energía interna del politipo cúbico es ligeramente menor que la de la forma hexagonal y las tasas de crecimiento de material tanto naturales como en los diamante sintético métodos de producción son lo suficientemente lenta que la estructura reticular tenga tiempo para crecer en la forma de energía más bajo, cúbico, que es posible para la los enlaces sp3 de átomos de carbono. Por el contrario, DLC se produce normalmente mediante procesos en los que los carbonos precursor de alta energía ( por ejemplo, en los plasmas , en filtrada depósito por arco catódico , deposición catódica o deposición de haz de iones ) se enfrían o se depositan en superficies relativamente frías rápidamente. En esos casos las redes cúbicas y hexagonales se pueden mezclar aleatoriamente, capa por capa atómica, porque no hay tiempo para una de las geometrías cristalinas crezca a expensas de la otra antes de que los átomos es "congelen" en su lugar en el material. Los recubrimientos amorfos DLC puede resultar que no tienen orden cristalino de largo alcance. Sin orden de largo alcance no hay planos de fractura frágil, por lo que tales revestimientos son flexibles y conforme a la forma subyacente a recubrir, sin dejar de ser tan duro como el diamante. De hecho, esta propiedad se ha explotado para estudiar el desgaste átomo por átomo en la nanoescala en DLC.

## Producción
Existen varios métodos para la producción de DLC, que se basan en la menor densidad de sp2 a sp3 del carbono. Por lo tanto la aplicación de presión, impacto, catálisis , o alguna combinación de estos en la escala atómica puede forzar SP2 átomos de carbono unidos más cerca juntos en sp3 enlaces. Esto debe hacerse con suficiente energía que los átomos no pueden simplemente rebotar aparte en separaciones característicos de sp2 enlaces. Por lo general, las técnicas o bien combinan una compresión de este tipo con la pulsación de un nuevo grupo de sp3 carbono unido más profundamente en el recubrimiento de manera que no hay espacio para la expansión de regreso a las separaciones necesarias para sp2 de unión, o el nuevo clúster aglomerado está enterrado por la llegada de nueva de carbono destinado para el siguiente ciclo de impactos. Es razonable visualizar el proceso como un "granizo" de proyectiles que generan de forma localizada y muy rápida, a nanoescala, versiones de las combinaciones clásicas de calor y presión necesarias para producir diamante natural y sintético. Debido a que ocurren de manera independiente en muchos lugares a través de la superficie de una película o recubrimiento en crecimiento, tienden a producir un análogo al adoquinado de la calle con los adoquines de son nódulos o grupos de carbono enlazado sp3. Dependiendo de la "receta" particular que se utilice, hay ciclos de deposición de las proporciones de carbono y de impacto o continuas de carbono nuevo llegan y proyectiles que transportan los impactos necesarios para forzar la formación de los enlaces sp3. Como resultado, el ta-C puede tener la estructura de una calle de adoquines, o los nódulos puede "fundir juntos" para hacer algo más parecido a una esponja o los adoquines puede ser tan pequeña como para ser casi imperceptibles en las imágenes. Un clásico de la morfología "medio" para un ta-C película se muestra en la figura.

## Propiedades
Como implica el nombre, el carbono tipo diamante (DLC), el valor de tales revestimientos se acumulan desde sus capacidades para proporcionar algunas de las propiedades de los diamantes a las superficies de casi cualquier material. Las cualidades deseables principales son la dureza, resistencia al desgaste, y baja fricción (DLC película coeficiente de fricción contra el acero pulido rangos de 0,05 a 0,20).
Sin embargo, los que se añaden propiedades a una superficie y en qué grado depende de cuál de los 7 formas se aplican, y además a las cantidades y tipos de diluyentes añadidos para reducir el costo de producción. En 2006 la Asociación de Ingenieros Alemanes, VDI , la mayor asociación de ingeniería en Europa Occidental emitió un informe de referencia VDI2840 con el fin de aclarar la multiplicidad actual de términos confusos y nombres comerciales. Proporciona una única clasificación y la nomenclatura para las películas de diamante-carbono (DLC) y de diamantes. Tuvo éxito en la presentación de informes toda la información necesaria para identificar y comparar las diferentes películas de carbono DLC que se ofrecen en el mercado. Citando de ese documento:

Estos enlaces [SP3] aparecen no sólo con cristales - en otras palabras, en los sólidos con orden de largo alcance - sino también en los sólidos amorfos, donde los átomos están en una disposición aleatoria. En este caso aparecerá sólo la unión entre un par de átomos individuales y no en un orden de largo alcance que se extiende sobre un gran número de átomos. Los tipos de enlaces tienen una influencia considerable en las propiedades del material de películas de carbono amorfo. Si predomina tipo el sp2 la película va a ser más suave, si predomina el tipo sp3 la película va a ser más difícil.

Un determinante secundario de calidad se encontró en el contenido fraccional de hidrógeno. Algunos de los métodos de producción emplean hidrógeno o metano como catalizador y un porcentaje considerable de hidrógeno puede permanecer en el material acabado. Cuando se recuerda que el plástico blando, polietileno está compuesto de carbono unido únicamente por enlaces sp3 tipo diamante, pero que también incluye enlaces químicos al hidrógeno, no es sorprendente saber que las fracciones de hidrógeno restantes en las películas de DLC degradan casi tanto como lo hacen los residuos de enlaces sp2 de carbono. El informe VDI2840 confirmó la utilidad de la localización de un material DLC particular, en un mapa de 2 dimensiones en la que el eje X se describe la fracción de hidrógeno en el material y el eje Y describe la fracción de átomos de carbono unidos mediante enlaces sp3. La más alta calidad de propiedades similares al diamante se afirmó que se correlaciona con la proximidad del punto del mapa trazado de la (X, Y) las coordenadas de un material especial a la esquina superior izquierda en (0,1), que son el 0% de hidrógeno y 100 % de enlaces sp3. Ese material DLC "puro" es ta-C y otros son aproximaciones que se degradan por diluyentes, como el hidrógeno, sp2 de carbono unido, y los metales. Valiosas propiedades de los materiales que son ta-C , o casi ta-C seguimiento.

### Dureza
Dentro de los "adoquines", nódulos, racimos o "esponjas" (los volúmenes en los que la vinculación local es sp3) los ángulos de los enlace pueden estar distorsionadas en comparación con los que se encuentran en redes cúbicas o hexagonales puras debido entremezcla de los dos tipos. El resultado es la tensión interna (compresión) que puede aparecer para añadir a la dureza medida para una muestra de DLC. La dureza se mide a menudo por métodos de nanoindentación en los que un lápiz óptico finamente señalado de diamante natural es forzado en la superficie de una muestra. Si la muestra es tan delgada que sólo hay una sola capa de nódulos, a continuación, el lápiz puede entrar en la capa DLC entre los adoquines duros y empujarlos aparte sin sentir la dureza de los sp3 volúmenes unidos. Las mediciones serían bajos. A la inversa, si el lápiz de sondeo entra en una película de espesor suficiente para tener varias capas de nódulos por lo que no puede propagarse lateralmente, o si entra en la parte superior de un adoquín en una sola capa, a continuación, se medirá no sólo la dureza real de la diamante unión, sino una dureza aparente aún mayor debido a que la tensión de compresión interna en los nódulos sería proporcionar más resistencia a la penetración del material por el lápiz. Mediciones por nanoindentación han informado de dureza tan grande como 50% más que los valores para el diamante cristalino natural. Dado que el lápiz se embota en estos casos, o incluso rompe, los números reales de la dureza que superan la de diamante natural no tienen sentido. Sólo demuestran que las partes duras de una óptima ta-C de material se romperá diamante natural en lugar de a la inversa. Sin embargo, desde un punto de vista práctico, no importa cómo se desarrolla la resistencia de un material DLC, puede ser duro que el diamante natural en uso. Un método de ensayo de la dureza del recubrimiento es por medio del péndulo Persoz.

### Unión del recubrimiento
La misma tensión interna que favorece la dureza de los materiales de DLC hace que sea difícil para unir dichos recubrimientos a los sustratos a ser protegidas. Las tensiones internas tratan de "hacer estallar" los recubrimientos DLC fuera de las muestras subyacentes. Este inconveniente desafiante de extrema dureza se responde de varias maneras, dependiendo del "arte" particular del proceso de producción. La más sencilla es explotar el enlace químico natural que ocurre en los casos en los que los iones de carbono incidentes suministran el material de que se vean afectados en sp3 átomos de carbono unidos y las energías impactantes que están comprimiendo los volúmenes de carbono condensados antes. En este caso los iones primera de carbono tendrán un impacto en la superficie del elemento a recubrir. Si ese elemento está hecho de un carburo de sustancia de formación de tales como Ti o Fe en acero se forma una capa de carburo de que más tarde se une a la DLC crecido en la parte superior de la misma. Otros métodos de unión incluyen estrategias tales como el depósito de capas intermedias que tienen espaciamientos atómicos que el grado de las del sustrato a los característicos de SP3 de carbono unido. En 2006 había tantas recetas de éxito para los recubrimientos de DLC de unión, ya que había fuentes de DLC.

### Tribología
Los recubrimientos de DLC se utilizan a menudo para evitar el desgaste debido a sus excelentes propiedades tribológicas. El DLC es muy resistente al desgaste por abrasión y el adhesivo por lo que es adecuado para su uso en aplicaciones que experimentan presión de contacto extrema, tanto en la rodadura y de deslizamiento de contacto. El DLC se utiliza a menudo para evitar el desgaste de las cuchillas de afeitar y las herramientas de corte de metal, incluidas las inserciones de torno y fresadoras . DLC se utiliza en los rodamientos , levas , empujadores de levas y ejes en la industria automotriz. Los recubrimientos reducen el desgaste durante el período de 'break-in', donde los componentes del tren de mando pueden estar faltos de lubricación .
DLC también puede ser utilizado en recubrimientos camaleón que están diseñados para evitar el desgaste durante el lanzamiento, la órbita, y re-entrada de vehículos espaciales de la tierra-lanzado. DLC proporciona lubricidad en atmósfera ambiente y al vacío, a diferencia de grafito que requiere humedad para lúbricar.
A pesar de las propiedades tribológicas favorables de DLC que debe ser utilizado con precaución en los metales ferrosos. Si se utiliza a temperaturas más altas, la cara del sustrato o contador puede carburar , lo que podría conducir a la pérdida de función debido a un cambio en la dureza. Este fenómeno impide el uso de recubrimientos de DLC en máquina herramienta de acero .